# Thyropygus mundus
Thyropygus mundus är en mångfotingart som beskrevs av Carl Graf Attems 1936. Thyropygus mundus ingår i släktet Thyropygus och familjen Harpagophoridae. Inga underarter finns listade i Catalogue of Life.